# 大理石板上の花の静物
『大理石板上の花の静物』（だいりせきばんじょうのはなのせいぶつ、蘭: Stilleven met bloemen op een marmeren tafelblad、英: Still Life with Flowers on a Marble Slab）は、オランダ絵画黄金時代の女性画家ラッヘル・ライスが1716年に制作した花の静物画である。現在、アムステルダム国立美術館に所蔵されている。

## 背景
この絵画は署名と1716年の制作年が記されており、ライスの画業の終わり近くに描かれた。ちなみに、ライスが宮廷画家として仕えたプファルツ選帝侯ヨハン・ヴィルヘルムは同年に他界している。当時、ライスは最も名高い花の静物画家の1人として名声の絶頂期にあり、彼女の生前にその作品は多額で購入された。本作に支払われた金額は不明であるものの、17世紀の目録の研究によれば、彼女の手になる絵画は、レンブラントあるいは彼女の夫の肖像画家ユリアーン・ポールの絵画より価値があったことが知られている。

## 作品
本作は、10種類以上の花および様々な昆虫を表している。花はそれぞれ違う時期のものであり、実際にはこのようにいっしょに集めることは不可能であるが、ライスは非常な正確さで描いている。特定されている花と虫は、ゴジアオイ、ケシ、パンジー、キンセンカ、ヒルガオ、カーネーション、バラ、キンバエ、ハチコウチュウ、カリバチ、イトトンボ、モンシデムシ、アメリカナデシコ、サクシフラゲラ (saxifragella) 、アヤメである。

## 歴史
ラッヘル・ライスには多くの追随者たちがいた。18世紀のある時期に本作の複製が制作されたが、その複製は現在、アシュモレアン博物館に所蔵されている。ライスの作品の複製を制作したことで十分に記録に残されている画家は、オランダのカタリーナ・バッケルである。彼女は、義理の父で芸術収集家であったピーテル・ド・ラ・クール・ファン・デル・フォールト (Pieter de la Court van der Voort) が1710年に委嘱したライスの2点の大型対作品を所有していた。本作もまた、彼女のコレクションにあったと考えることもできるであろう。確かなことは、本作が別の富裕なオランダの女性収集家ルクレティア・ヨハナ・ファン・ウィンテルのコレクションにあったことである。彼女は1820年に1点のライスの作品を購入しており、結婚した際に171点 (76点は自身で購入) の絵画コレクションを購入している。彼女は1845年に亡くなったが、彼女の夫の死後の1908年に息子のピーテル・ヘンドリック・シックス・ファン・フロマーデ ( Pieter Hendrik Six van Vromade) は、本作を38点のほかの作品とともにアムステルダム国立美術館に売却した。ルクレティア・ヨハナが購入した作品中で最も名高い絵画は、現在アムステルダム国立美術館所蔵のフェルメールの『牛乳を注ぐ女』とユディト・レイステルの『セレナーデ』 (1893年までフランス・ハルスの作品とされていた) であった。

## ギャラリー

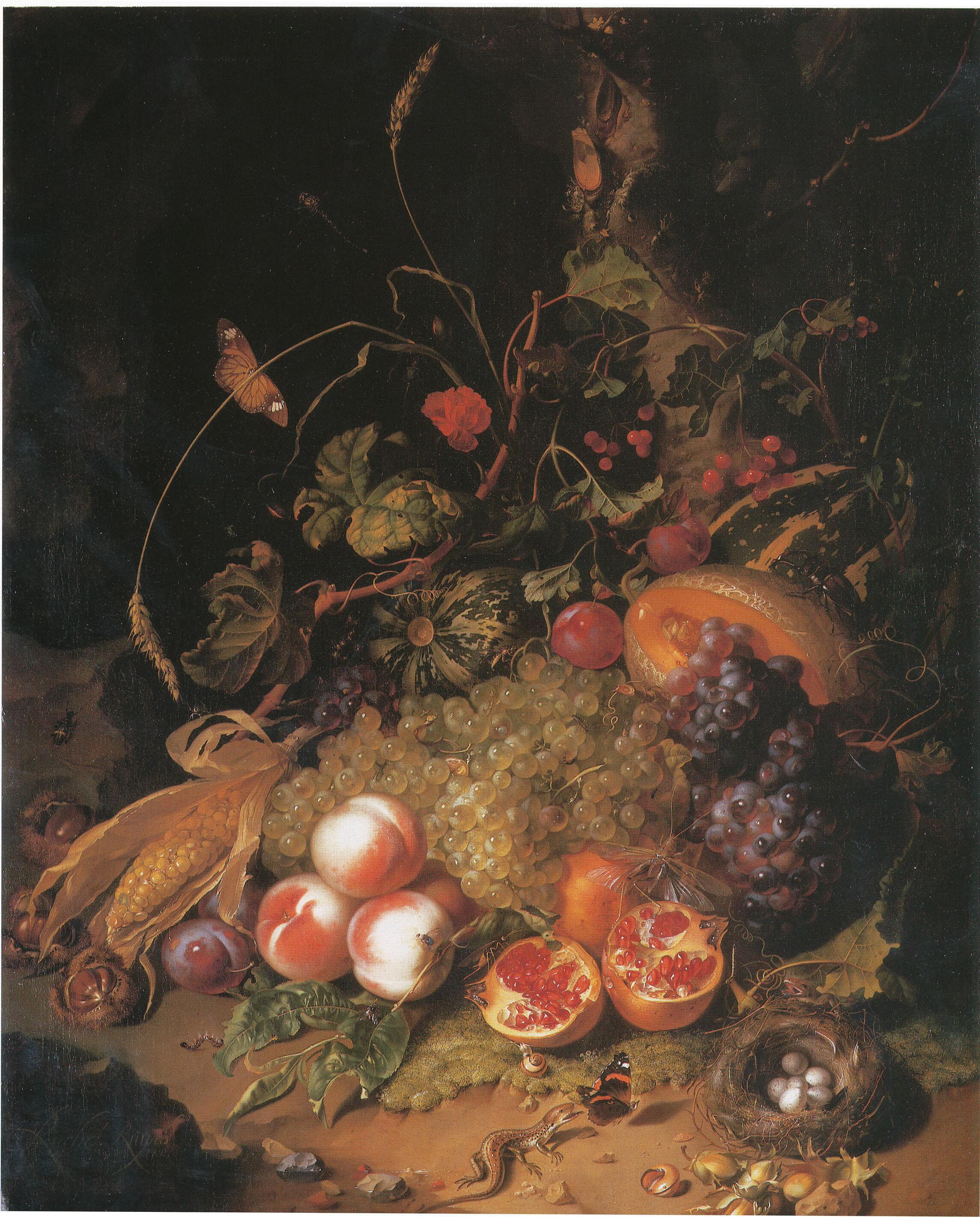
『トカゲのいる果物の静物』 1710年
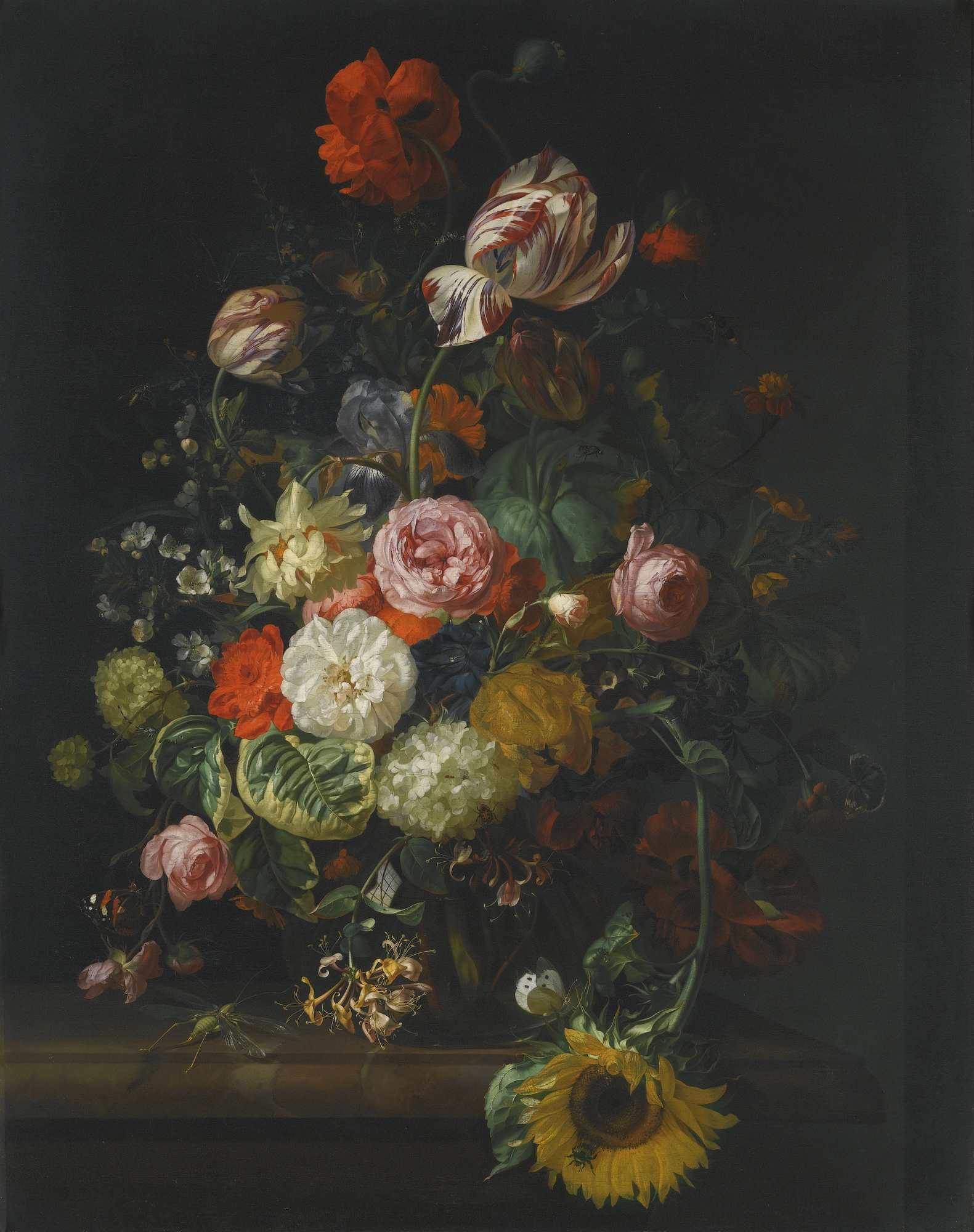
『花の静物』1710年
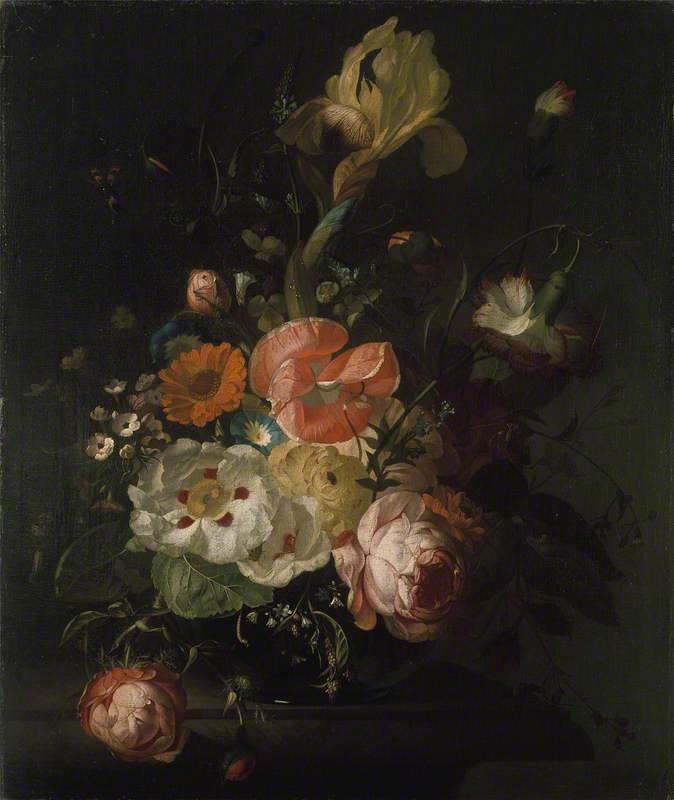
アシュモレアン博物館にある本作の複製